# Пеле завоевателят
„Пеле завоевателят“ (на датски: Pelle Erobreren) е датско-шведски филм, драма на режисьора Биле Аугуст по негов сценарий в съавторство с Пер Улув Енквист и Бярне Реутер. Филмът е базиран на едноименния роман от 1906 – 1910 година на Мартин Андерсен Нексьо, един от класическите текстове на датската литература.
Действието се развива в средата на XIX век, а в центъра на сюжета е беден възрастен мъж от Швеция, който овдовява и решава да емигрира с малкия си син в по-богатата Дания, където става ратай в чифлик. Там той и синът му се сблъскват с бруталната реалност на социално неравенство и етническа дискриминация. Главните роли се изпълняват от Пеле Хвенегард, Макс фон Сюдов, Бьорн Гранат, Астрид Вилом.
„Пеле завоевателят“ получава наградите „Златна палма“, „Оскар“ за чуждоезичен филм и „Златен глобус“ за чуждоезичен филм.